# Richard Grosvenor (4e baronnet)
Richard Grosvenor, 4e baronnet (1689 – juillet 1732) est un député et le frère de Robert Grosvenor (6e baronnet), un ancêtre des Ducs de Westminster.
Richard Grosvenor est l'aîné des fils survivants de Thomas Grosvenor, 3e baronnet. Ses deux frères, Thomas et Roger, sont morts avant leur père. Au moment de la mort de son père en 1700, il est étudiant au Collège d'Eton, et est sous la tutelle de Richard Myddelton, 3e baronnet, et Thomas et Francis Cholmondeley. Après avoir quitté Eton, il fait un Grand Tour, en Suisse, en Bavière, en Italie et aux Pays-Bas. En 1707, il retourne à la maison de famille à Eaton Hall, dans le Cheshire.

## Carrière politique
En 1715, il est élu député pour Chester, un siège qu'il occupe jusqu'à sa mort. En 1715, il est également élu maire de la ville. A cette époque, il est soupçonné d'être un Jacobite, bien qu'en 1727, il participe au couronnement de Georges II. Cette année, Grosvenor et son frère Thomas, remportent les deux sièges parlementaires pour Chester. Il développe les possessions de la famille à Londres et s'intéresse aux courses de chevaux.

## La famille

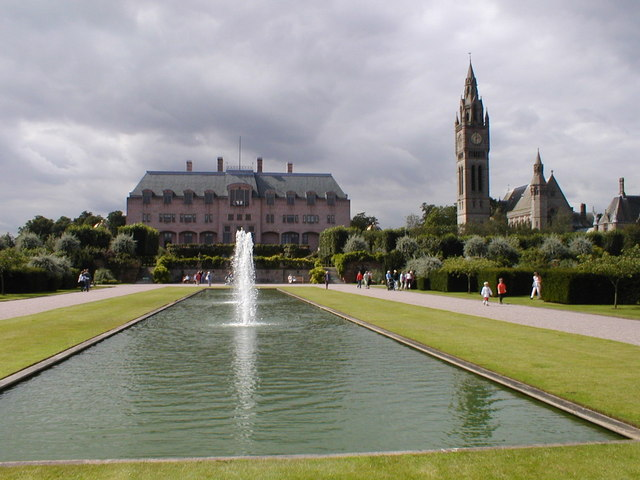
Eaton Hall, Eccleston, ouvert au public pour une journée caritative, est la résidence du Duc et de la Duchesse de Westminster.

Il est mort en juillet 1732, et est enterré à Eccleston, Cheshire. En 1708, il épouse Jeanne, fille de Edward Wyndham d'Orchard, Somerset. Le couple a une fille, Catherine, qui est morte en 1718. Au cours de l'année suivante, Jane Grosvenor est morte et Grosvenor épouse Diana, la seule fille de George Warburton de Arley. Encore une fois, ils n'ont pas d'enfants.
Richard est remplacé par son frère cadet, Thomas, qui est décédé peu de temps après.